# My Way (Tom Walker)
My Way è un singolo del cantautore britannico Tom Walker, pubblicato il 28 giugno 2018 come secondo estratto dal primo album in studio What a Time to Be Alive.

## Video musicale
Il videoclip è stato pubblicato il 17 agosto 2018 sul canale Vevo-YouTube del cantante.